# برنهارد جيتز
برنهارد جيتز (بالنرويجية البوكمول: Bernhard Getz)‏ هو محامي وسياسي نرويجي، ولد في 21 مارس 1850 في النرويج، وتوفي في 1 نوفمبر 1901 في أوسلو في النرويج. حزبياً، نشط في حزب المحافظين. وقد انتخب عمدة أوسلو وانتخب Director of Public Prosecutions of Norway ‏ (1889 – 1901).